# Kója-hegy
Kója-hegynek (japánul 高野山 Kója-szan) hívják az Oszakától délre található Vakajama prefektúrában fekvő hegyeket.
Ezen kívül a kója-szan a Kongóbudzsi (japánul 金剛峯寺) módosító szava is. Hivatalosan nincs egy konkrét hegy Japánban, amit Kója-hegynek hívnának.
A Kója-hegy leginkább arról ismeretes, hogy itt található a Kójaszan singon buddhista rend központja; ezen a hegyen először egyébként Kúkai szerzetes telepedett le 819-ben. A hegy nyolc csúcsa között 800 méter magason található völgyben az eredeti Kója-szan kolostor Kója városává nőtte ki magát, ahol többek között 120 templom (sokuk nyújt szállást zarándokoknak) és egy vallási tanulmányok mellett elkötelezett egyetem is van. Azért ezt a helyet választották, mert a terület egy lótusz virágra emlékeztet.
A hegy az alábbi híres helyeknek ad otthont:
- Okunoin (japánul 奥の院), Kúkai mauzóleuma, amit Japán leghatalmasabb temetője vesz körül
- Dandzsógaran (japánul 壇上伽藍), a hegy szívében található terület
  - Konpon Daitó (japánul 根本大塔), a singon tanelmélet szerint ez egy pagoda, ami egy olyan mandalának a középpontja, mely nem csak a Kója-hegyet, de egész Japánt is lefedi
- Kongóbu-dzsi (japánul 金剛峯寺), a Kójaszan singon buddhista rend főtemploma
- Kójaszan csóisi-micsi, a hegyen felvezető tradicionális útvonal

2004-ben az UNESCO a Kója-hegyet és még két másik helyet a Kii-félszigeten (Josino és Omine illetve Kumano Szanzan) a következőképp vett fel a világörökségek listájára: világörökségi helyszín Szent helyek és zarándokutak a Kii-hegységben.

## Megközelíthetőség
Elsősorban a Nankai elektromos vasúttal lehet a hegyet megközelíteni, az oszakai Namba állomásról; a Gokurakubasi állomásnál kell leszállni, ami a hegy lábánál található. Innen egy felvonóval mintegy 5 perc alatt felsurranhatunk a hegy tetejére. Gyorsvonattal a teljes utazás kb. másfél órás, egyébként mintegy 2 órás. Hétvégenként autóval késő estig borzalmas a forgalom, viszont hétközben kellemesen lehet autózni. A hegyen számos buddhista kolostor kínál hagyományos szállást vacsorával és reggelivel.

## Képek

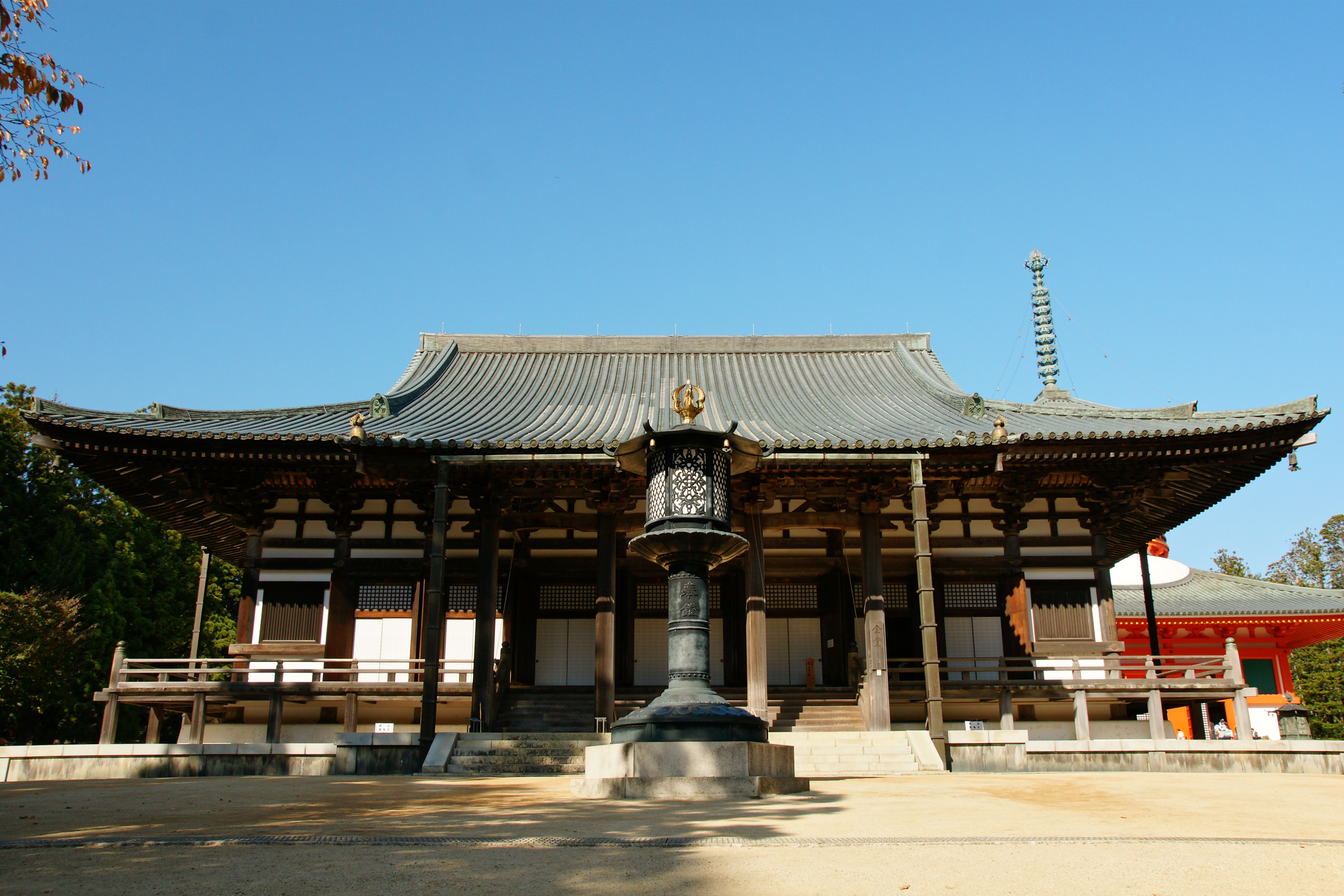
Dandzsógaran Kondo
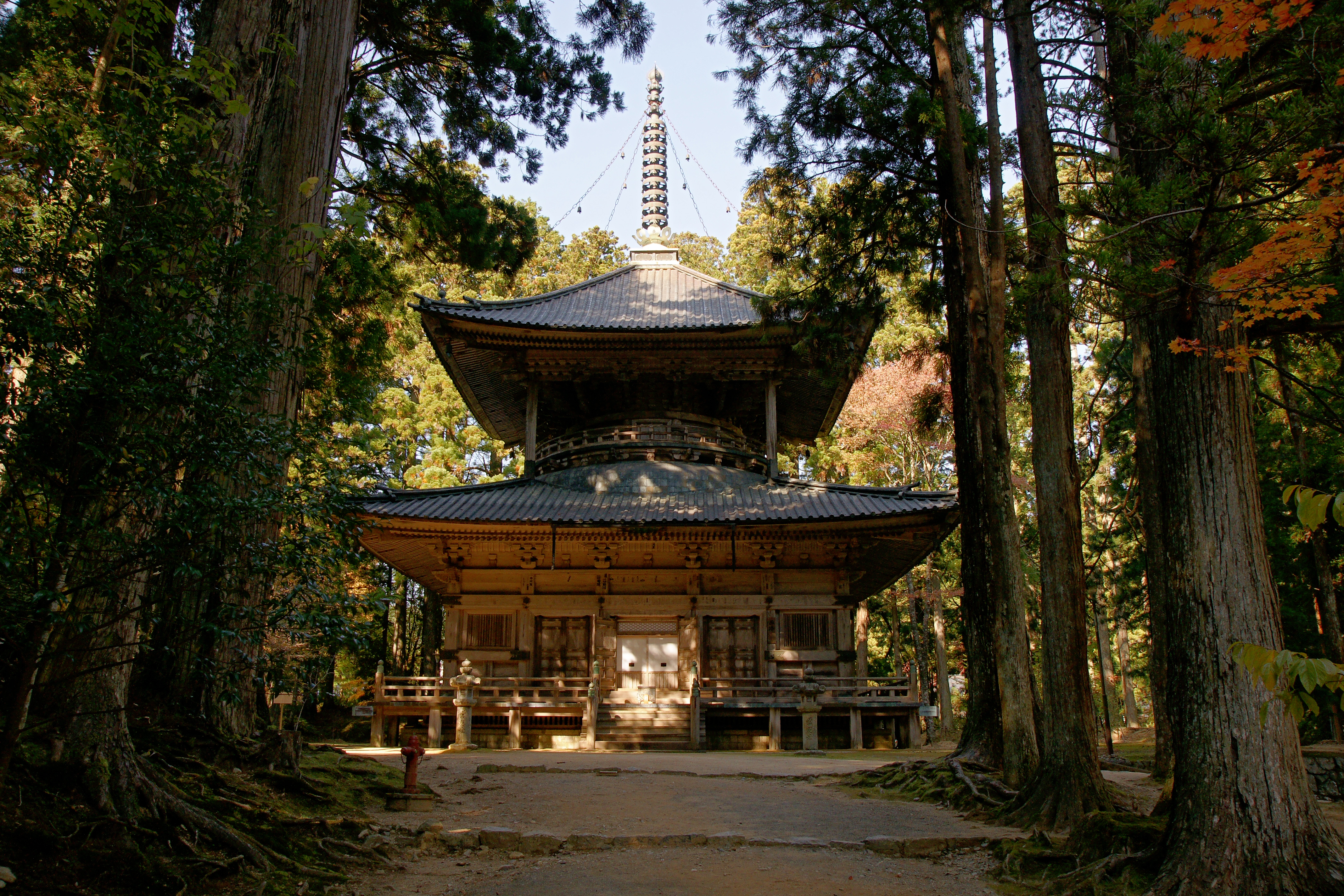
Dandzsógaran Saito
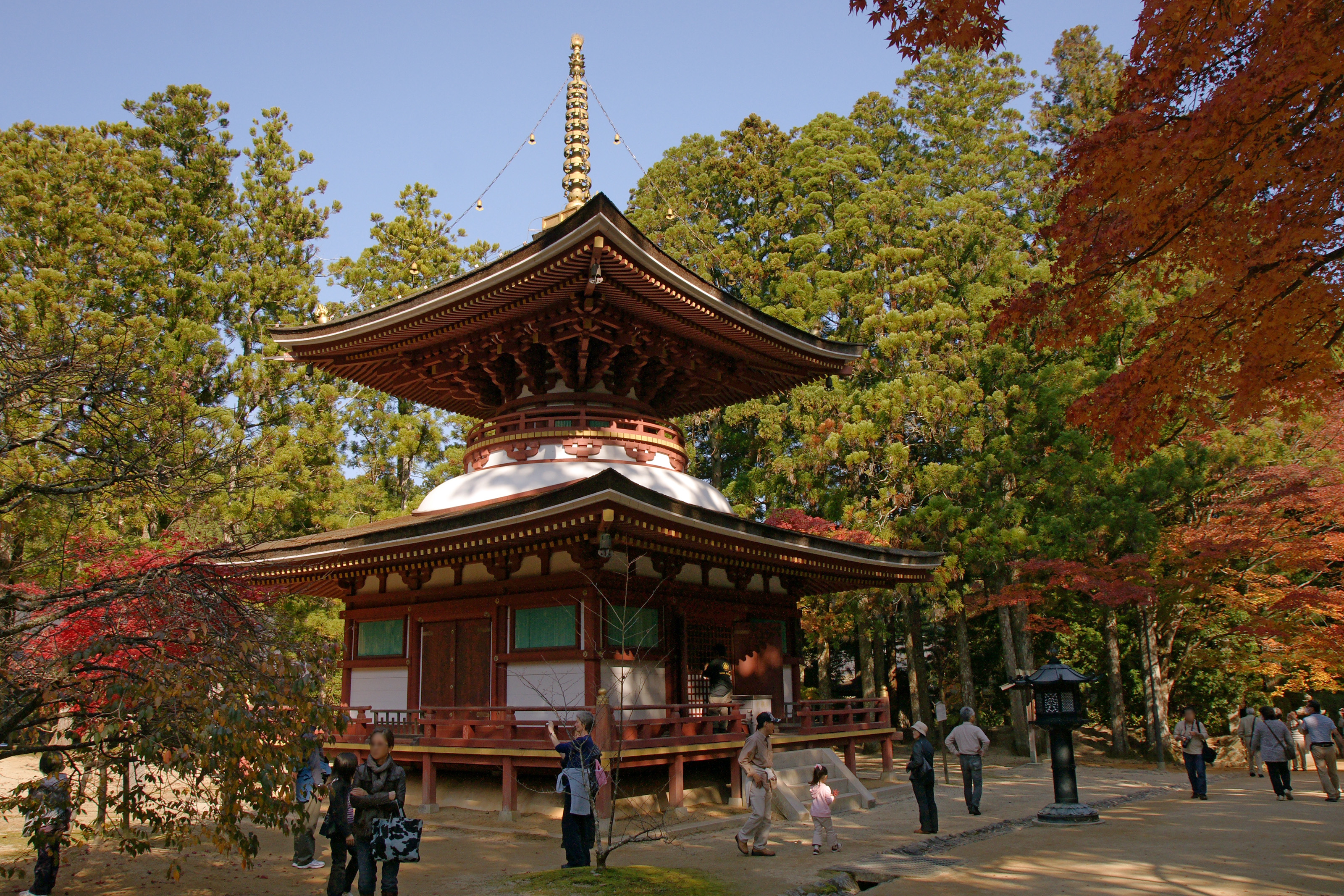
Dandzsógaran Toto
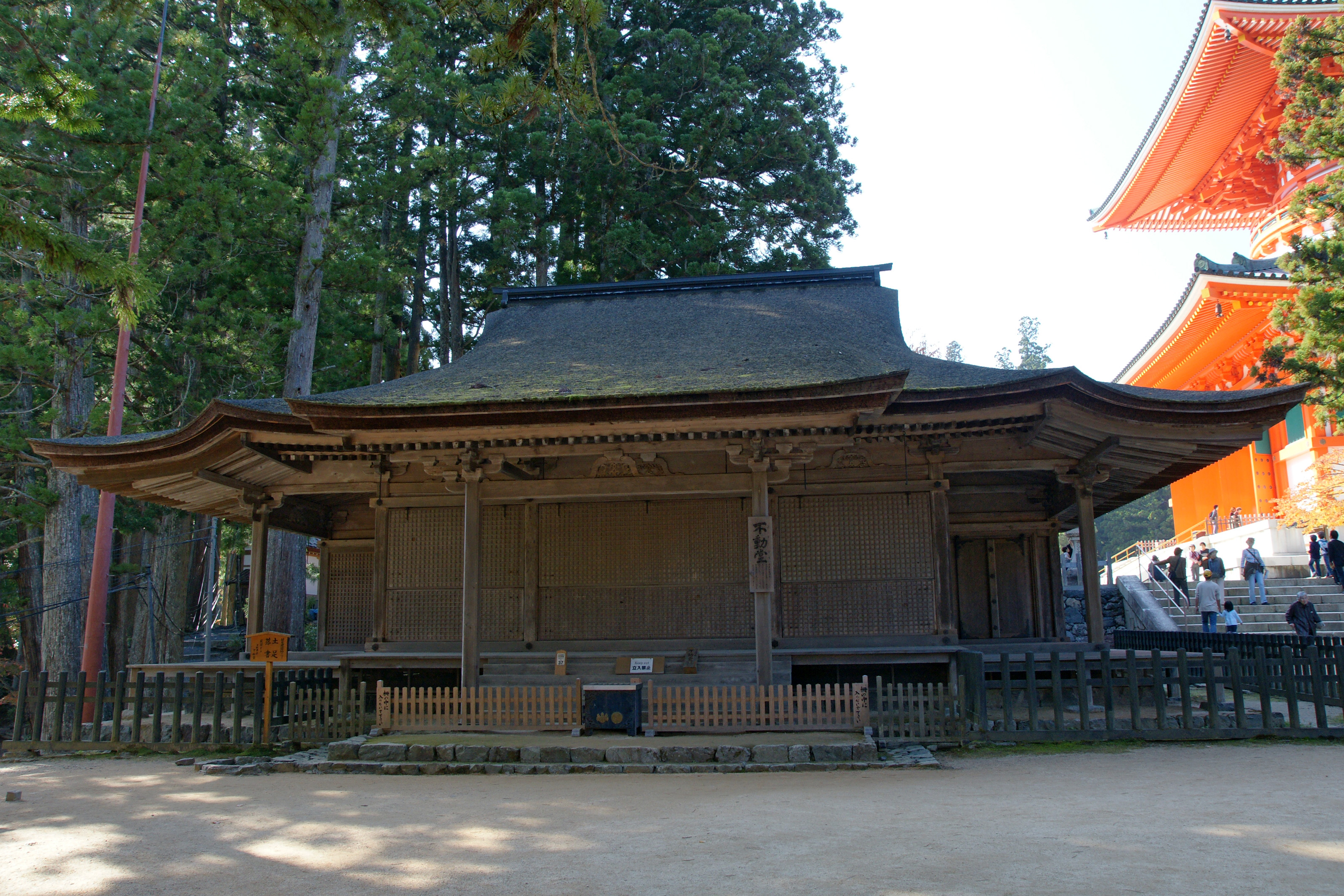
Dandzsógaran Fudodo
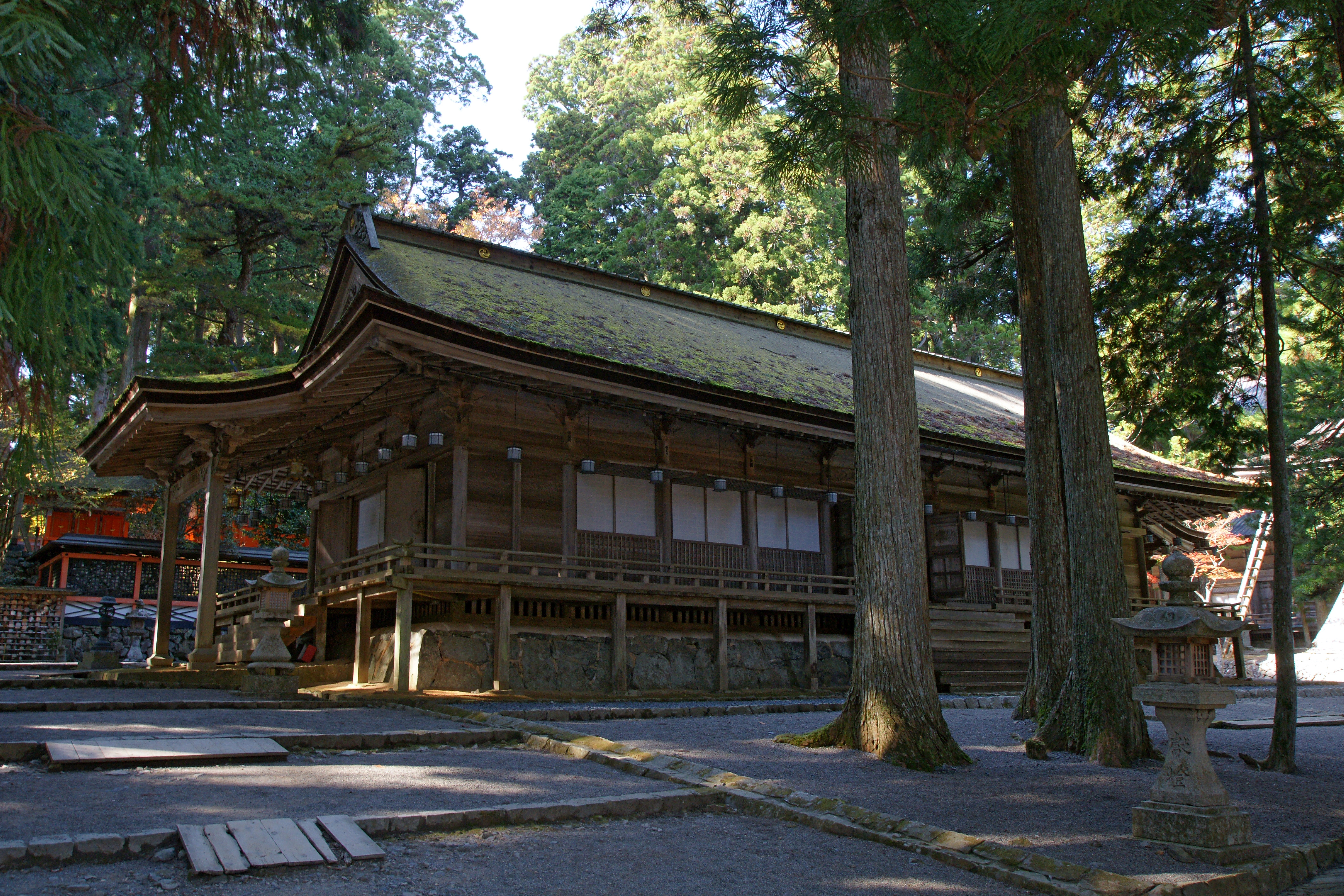
Dandzsógaran Sano-in
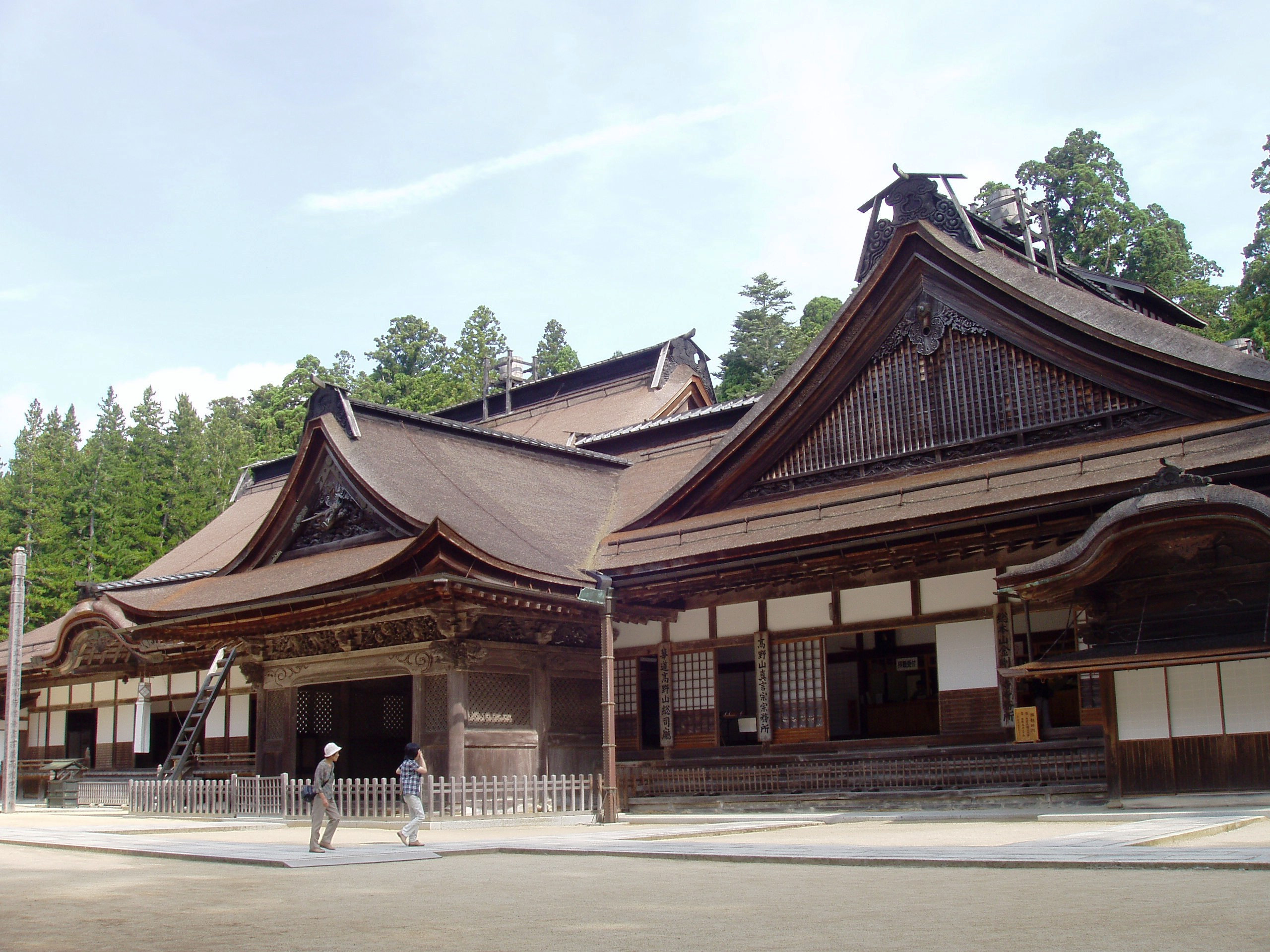
Kongobudzsi templom
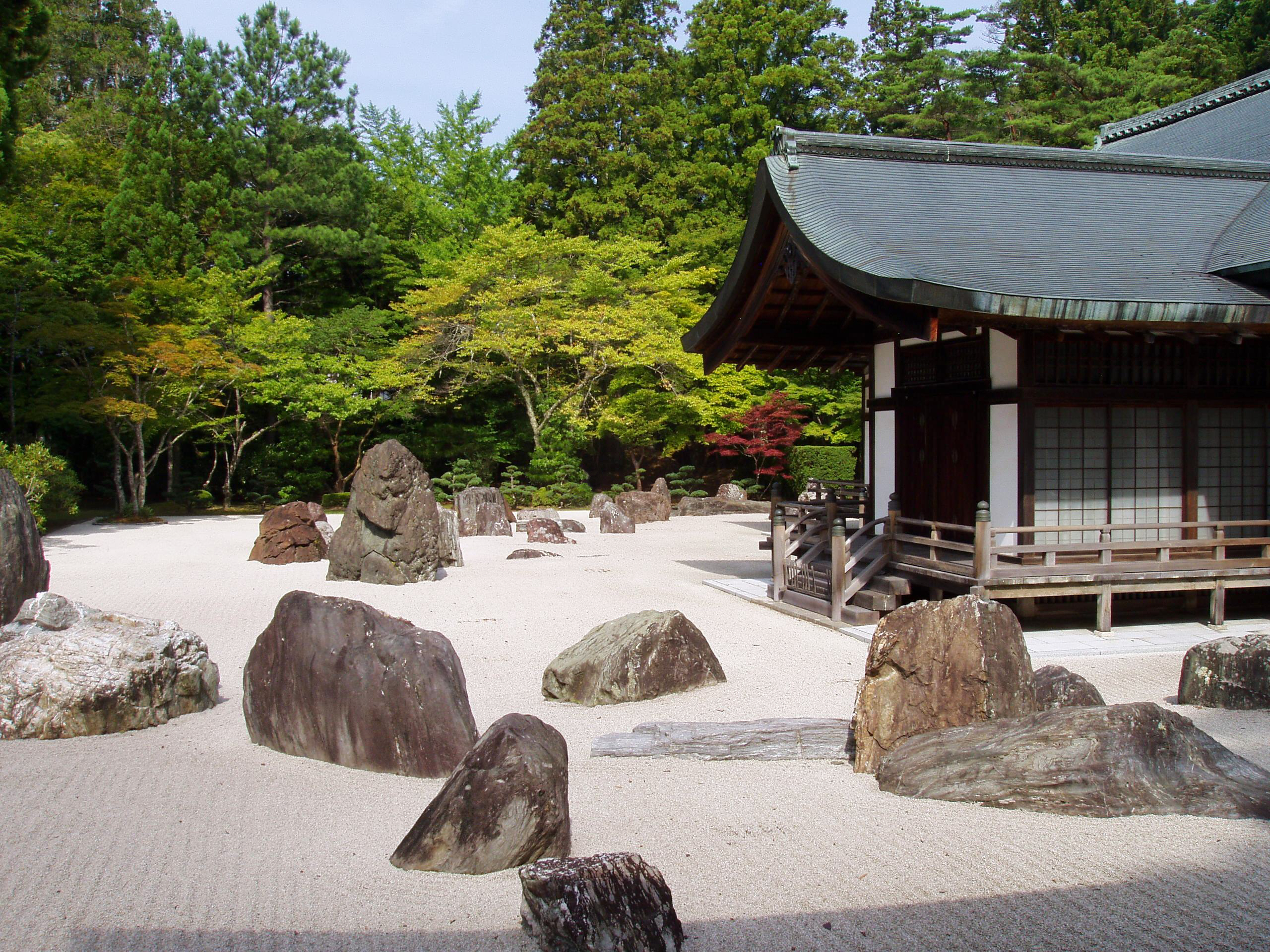
Banrjutei sziklakert, Kongobudzsi templom
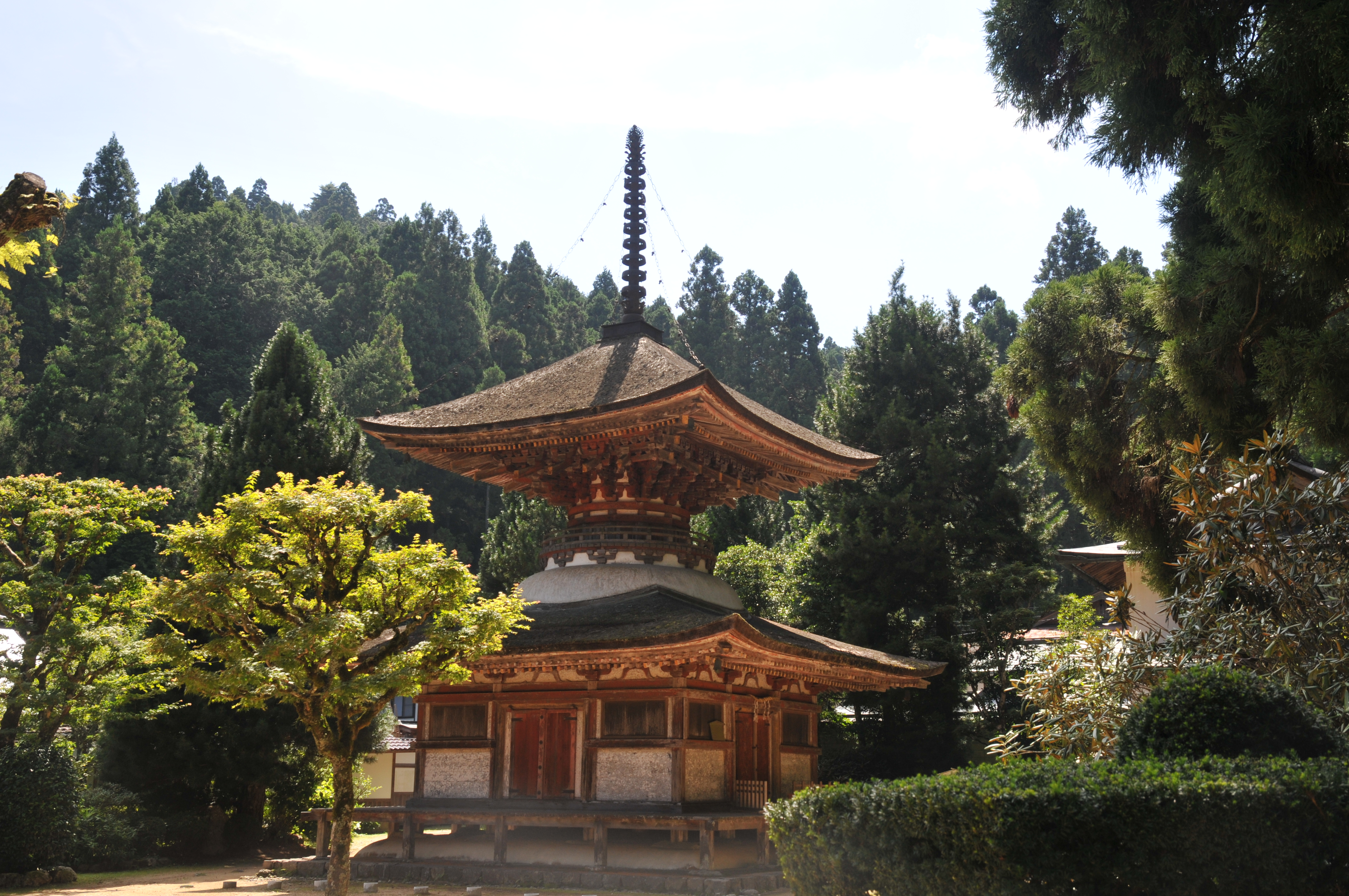
Kongozanmaiin pagodája (Japán nemzeti kincs)
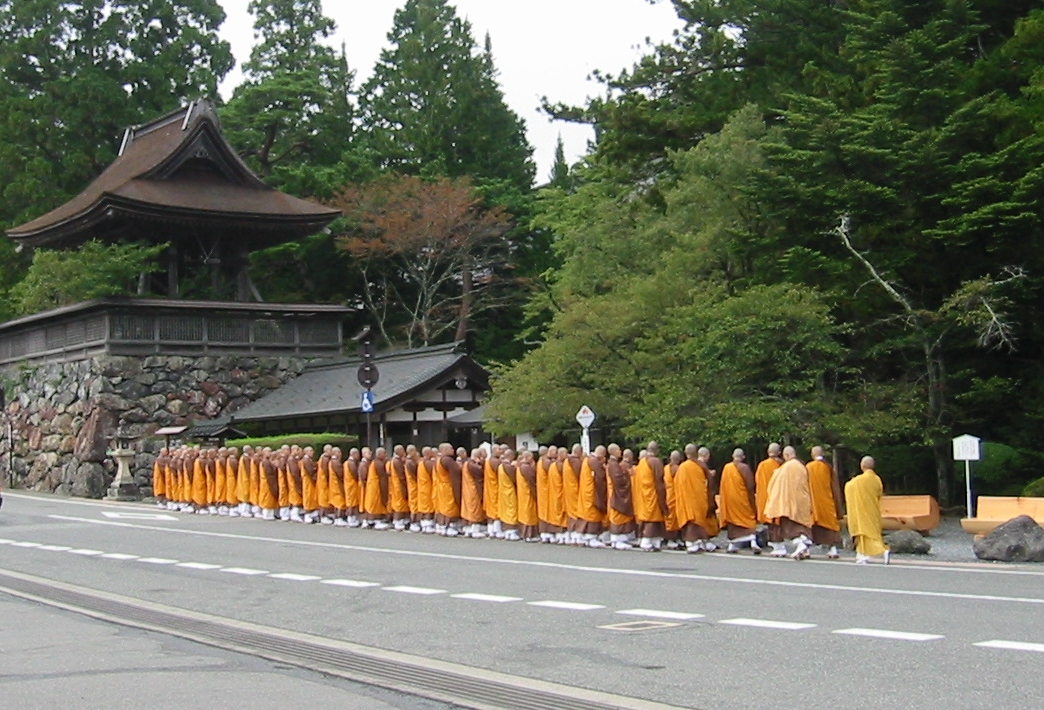
Singon buddhista szerzetesek, Kója-hegy, 2004
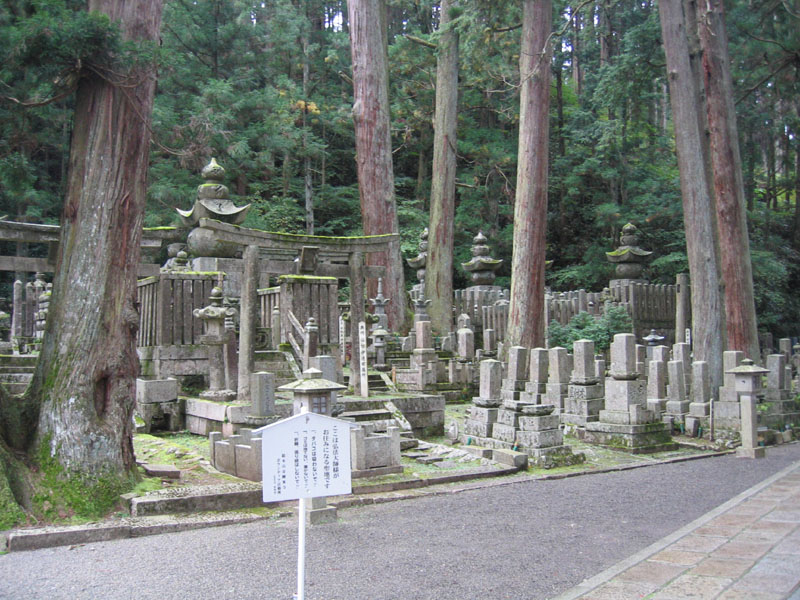
Okunoin temető
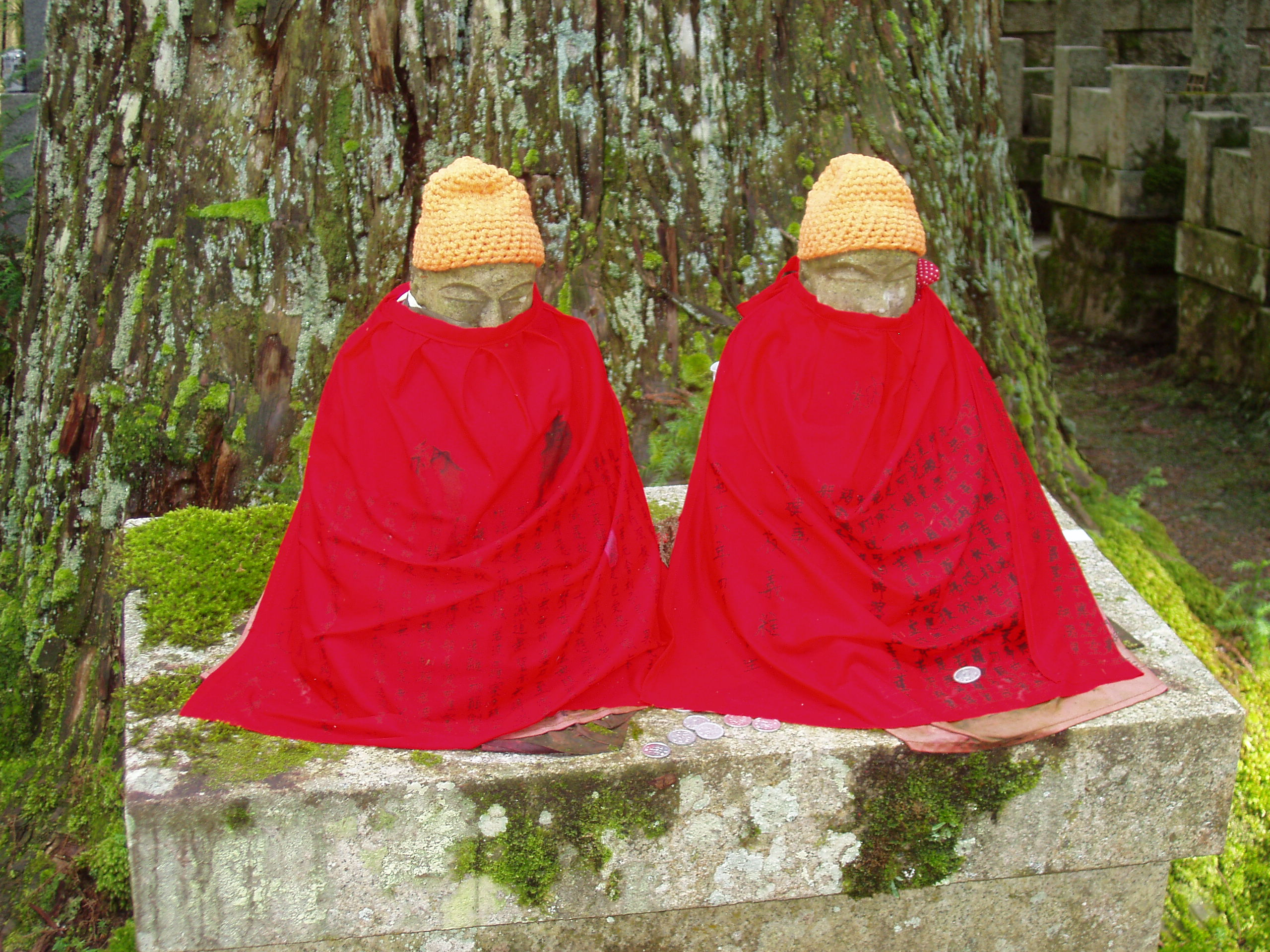
Gyermekek sírszobra az Okunoin temetőben
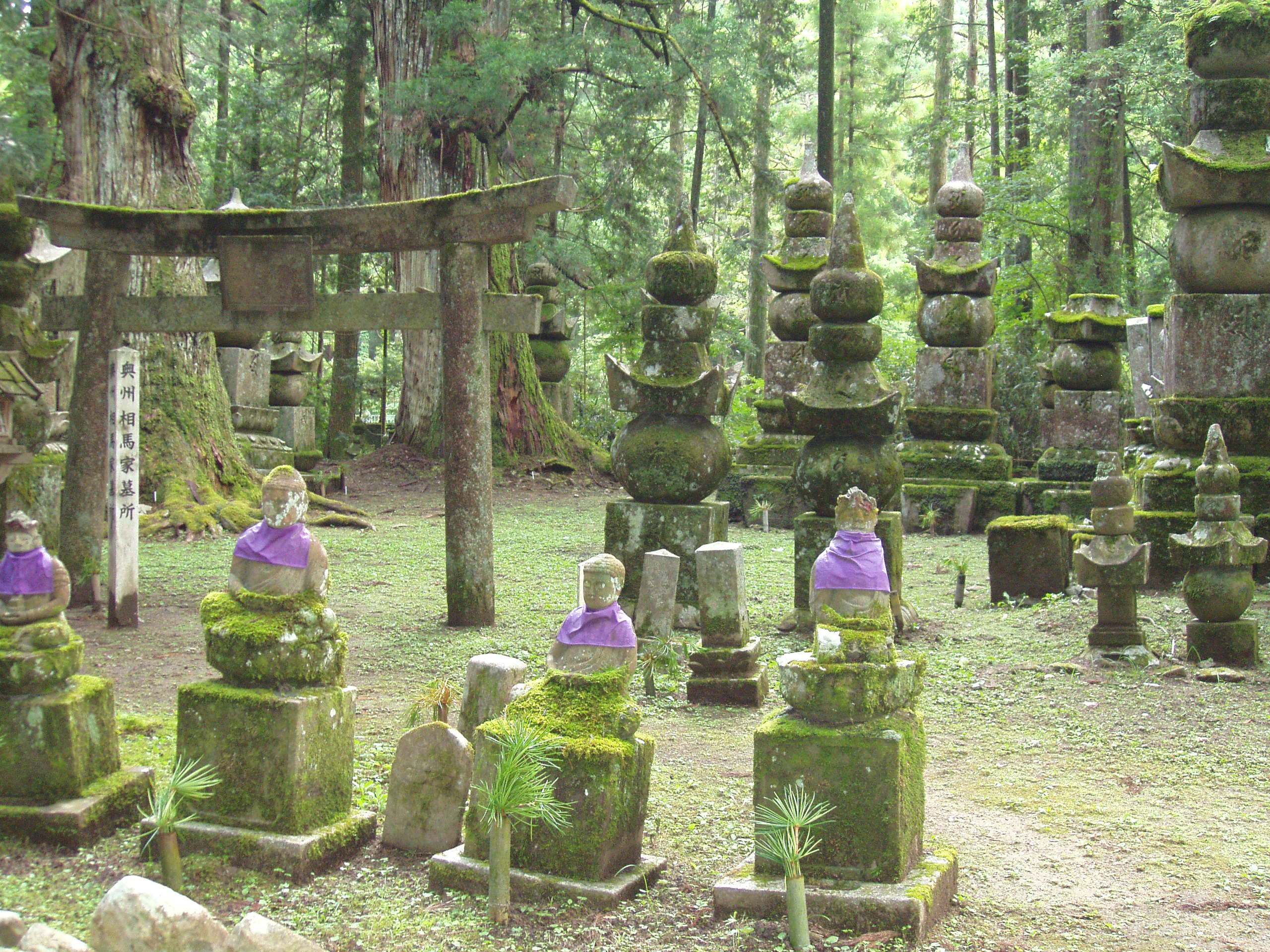
Okunoin temető
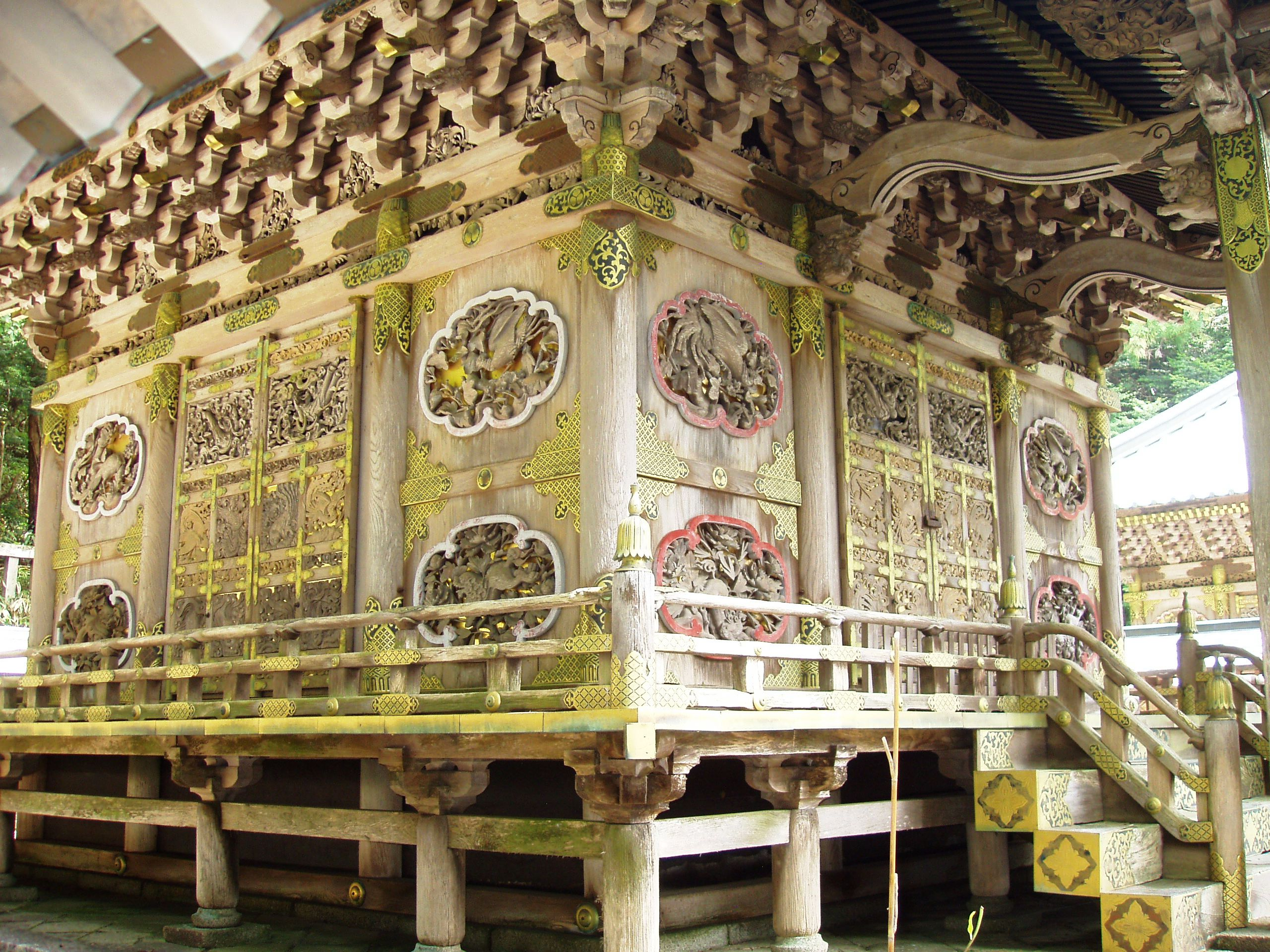
Tokugava mauzóleum

## Lásd még
- Kúkai
- Singon buddhizmus
- Japán turizmusa

## További olvasmányok
Nicoloff, Philip L.. Sacred Koyasan: A pilgrimage to the Mountain Temple of Saint Kōbō Daishi and the Great Sun Buddha. State University of New York Press (2008)